# Topolino e Minni salvaguai
Topolino e Minni salvaguai è un'avventura grafica della Disney, in terza persona tridimensionale, con protagonisti Topolino e Minni, sviluppato da Human Code e pubblicato da Disney Interactive per Windows nel 2001.

## Trama
Topolino/Minni (il personaggio è a scelta) è stato nominato nuovo sindaco della città, ma non arriva alla cerimonia. Il sindaco, infatti, è stato rapito dal terribile e crudele Gambadilegno che ha anche rubato tutto l'oro della banca di Topolinia. Toccherà dunque al giocatore, aiutato da Pico de Paperis, Paperino, Pippo e altri personaggi, trovare il modo di salvare il sindaco, utilizzando la macchina volante di Pico.

## Modalità di gioco
Il gioco ha due personaggi giocabili. Prima di iniziare il gioco, si può scegliere Minni o Topolino, anche se il gioco è identico per entrambi i personaggi, mentre varia leggermente a seconda che il livello di difficoltà scelto sia facile o non facile. 

## Aree
- Casa di Minni
- Casa di Topolino
- Laboratorio di Pico dè Paperis
- Parco
- Strada principale
- Negozio di dolci
- Negozio di panini
- Banca
- Casa di Ben
- Giardino di Paperina
- Casa di Paperina
- Gli oggetti confiscati
- Lago
- Fabbrica
- Covo di Gambadilegno
- Casa di Paperino

## Minigiochi
Nel gioco sono presenti diversi minigiochi come Traffico Caotico, Tronchi di collegamento ed Eroe dei panini. Essi hanno sempre per protagonisti Topolino o Minni, constano di 10 livelli e sono stati distribuiti anche singolarmente e per un breve periodo in coppia alla demo di Paperino Operazione Papero da Motta, in collaborazione con Disney Interactive e Ubi Soft.
- Traffico Caotico: il giocatore deve spostare i veicoli bloccati nel traffico in modo da arrivare all'altra parte della strada.
- Tronchi di collegamento: il giocatore deve districarsi tra i lunghi corridoi di una fabbrica per trovare la via d'uscita.
- Eroe dei panini: il giocatore deve preparare dei panini scegliendo i giusti ingredienti.